# Большаков, Сергей Сергеевич (хоккеист)
Сергей Сергеевич Большаков (род. 2 июня 1996, Москва) — российский и белорусский хоккеист, вратарь.

## Биография
Воспитанник московского «Спартака», в сезоне 2013/14 выступал за команду GMHL «Брэдфорд Буллз». На драфте КХЛ 2013 года был выбран под № 105 хабаровским «Амуром». В сезонах 2014/15 — 2015/16 играл за команду МХЛ «Амурские тигры», также провёл три матча в КХЛ в сентябре — октябре 2014 года. В сезоне-2016/17 был в составе ХК «Сочи», но не сыграл ни одного матча. За два следующих сезона в составе команды ВХЛ «Химик» Воскресенск провёл 10 матчей. В сезоне-2019/20 сыграл 40 матчей за «Рязань» в ВХЛ. В 2020 году перешёл в команду чемпионата Беларуси «Юность» Минск. В октябре 2021 года провёл три матча в КХЛ за «Динамо» Минск. Выступал в ВХЛ за АКМ Тула (2022/23) и «Динамо» Санкт-Петербург (начало сезона-2023/24). 24 ноября 2024 года подписал контракт с клубом чемпионата Беларуси «Металлург» Жлобин, 23 апреля 2024 года продлил соглашение. 23 апреля 2025 года расторг контракт по соглашению сторон.
В мае 2024 года провёл два товарищеских матча в составе сборной Беларуси против «сборной России 25».

## Достижения
- Чемпион, лучший новичок, лучший вратарь GMHL (2013/14)
- Чемпион Беларуси, лучший вратарь чемпионата (2021, 2024)
- Лучший игрок плей-офф чемпионата Беларуси (2024)